# 330'erne
Århundreder: 3. århundrede – 4. århundrede – 5. århundrede
Årtier: 280'erne 290'erne 300'erne 310'erne 320'erne – 330'erne – 340'erne 350'erne 360'erne 370'erne 380'erne
År: 330 331 332 333 334 335 336 337 338 339